# Charmless Man
Charmless Man è un singolo della band inglese Blur, estratto dall'album The Great Escape e pubblicato nel 1996.

## Descrizione
Si tratta del quarto brano estratto come singolo dal quarto album in studio della band. Il titolo è probabilmente un gioco di parole che fa riferimento alla canzone This Charming Man dei The Smiths. Riguardo al significato, Damon Albarn ha dichiarato che per il gruppo la canzone è "la fine di qualcosa, sostanzialmente del britpop".
Il brano è stato presentato al Festival di Sanremo 1996.
La canzone è stata utilizzata per la campagna pubblicitaria della Renault Modus nel 2005.

## Video musicale
Il video promozionale del brano è stato diretto da Jamie Thraves e vede protagonista un "charmless man", interpretato da Jean-Marc Barr, che inizialmente corre lungo una strada prima di entrare in una sala in cui sta suonando la band.

## Tracce
7" e Cassetta
1. Charmless Man – 3:33
2. The Horrors – 3:18

CD
1. Charmless Man – 3:33
2. The Horrors – 3:18
3. A Song – 1:44
4. St. Louis – 3:12

CD International version
1. Charmless Man – 3:33
2. The Man Who Left Himself – 3:21
3. Tame – 4:47
4. Ludwig – 2:24

## Formazione
- Damon Albarn - voce, pianoforte
- Graham Coxon - chitarra, voce
- Alex James - basso
- Dave Rowntree - batteria

## Classifiche
| Classifica (1996) | Posizione massima |
| ----------------- | ----------------- |
| Australia         | 35                |
| Francia           | 33                |
| Irlanda           | 25                |
| Regno Unito       | 5                 |